# CITV
CITV (abreviatura de Children's ITV) foi um canal de televisão infantil britânico, que faz parte da ITV. Foi lançado em 3 de janeiro de 1983 como um bloco de programação. Em 11 de março de 2006, foi relançado como um canal de televisão independente competindo com CBBC. O canal encerrou as suas emissões em 1 de setembro de 2023 com anúncios a informarem aos telespectadores que podem ver os programas desse canal no serviço de streaming pago ITVX na secção ITVX Kids.